# Pyrinia fridolinata
Pyrinia fridolinata är en fjärilsart som beskrevs av Charles Oberthür 1912. Pyrinia fridolinata ingår i släktet Pyrinia och familjen mätare. Inga underarter finns listade.